# Canthigaster margaritata
Canthigaster margaritata, tên thông thường là cá nóc báo, là một loài cá biển thuộc chi Canthigaster trong họ Cá nóc. Loài này được mô tả lần đầu tiên vào năm 1829.

## Phân bố và môi trường sống
C. margaritata có phạm vi phân bố ở vùng biển Tây Bắc Ấn Độ Dương. Đây là một loài đặc hữu của Biển Đỏ. C. margaritata được tìm thấy ở xung quanh các rạn san hô trong các hồ thủy triều hoặc những vùng nước nông ở độ sâu khoảng 24 m trở lại.

## Mô tả
C. margaritata trưởng thành có kích thước tối đa được ghi nhận là khoảng 31,2 cm. Màu sắc của mẫu vật đã được bảo quản trong rượu: Cơ thể có màu nâu đỏ với những đốm màu trắng và xám phủ khắp thân. Vùng dưới cơ thể màu nâu nhạt, không đốm. Xung quanh mắt tỏa ra các đường vân. Vây đuôi màu nâu đỏ, đốm trắng; các vây còn lại màu nâu nhạt.
Số gai ở vây lưng: 0; Số tia vây mềm ở vây lưng: 8 - 9; Số gai ở vây hậu môn: 0; Số tia vây mềm ở vây hậu môn: 8 - 9; Số tia vây mềm ở vây ngực: 16 - 18.
Cũng như những loài cá nóc khác, C. margaritata có khả năng sản xuất và tích lũy các độc tố như tetrodotoxin và saxitoxin trong da, tuyến sinh dục và gan. Mức độ độc tính khác nhau tùy theo từng loài, và cũng phụ thuộc vào khu vực địa lý và mùa.
Thức ăn của C. margaritata rất đa dạng, bao gồm các loài động vật giáp xác và động vật thân mềm.